# Holger de Deen (sprookje)
Holger de Deen is een sprookje van Hans Christian Andersen, het verscheen in 1845.

## Het verhaal
In Denemarken ligt het oude slot Kronborg, het ligt aan de Sont. Schepen groeten het slot met kanongebulder en het slot groet op dezelfde wijze terug. Onder het slot zit Holger de Deen in de diepe, duistere kelder. Zijn lange baard is aan de tafel vastgegroeid en hij droomt van alles wat boven hem in Denemarken gebeurt. Elke kerstavond komt een engel van God en hij mag weer inslapen, want Denemarken wordt niet door gevaar bedreigd. Als dit verandert zal hij zijn baard losrukken en de tafel zal splijten. Een oude man snijdt een houten beeld voor een voorsteven van een schip. De grootvader vertelt zijn kleinzoon over Holger de Deen. Hij maakt een wapen en een gouden kroon op het hoofd. Hij ziet de leeuwen en denkt aan koning Knut die Engeland aan de Deense kroon verbond. Ook denkt hij aan Waldemar die Denemarken tot een eenheid maakte en de Wendische landen onderwierp. De derde leeuw doet hem denken aan Margaretha, die Denemarken, Zweden en Noorwegen verenigde. Zijn gedachten volgen de vlammen en hij denkt aan de dochter van Christiaan de Vierde, Eleonora Ulfeld, die gevangen zit. De tweede vlam brengt hem bij Hvitfeldts borst, hij vloog met schip en al de lucht in. De derde vlam brengt hem naar Groenlands hutten, waar Hans Egede liefde predikt. Frederik de Zesde schrijft zijn naam in krijt op een balk, hij wordt het hart van het Deense wapen. Als de schoondochter de man komt halen voor het eten, vertelt hij dat hij op de Denemarken bij het eskader van Steen Bille was. De verzamelde blijspelen van Holberg en een almanak met de Ronde Toren staan in de kamer. De kleine jongen denkt aan Holger, met zijn baard vastgegroeid aan de tafel. Tyge Brahe nam het zwaard op en ze drinken op Bertels heil. Holger komt in tijden van nood en schepen groeten het slot.